# MC Tha
Thais Dayane da Silva (São Paulo, 7 de maio de 1993), mais conhecida pelo nome artístico MC Tha, é uma cantora e compositora brasileira. Seu primeiro single, "Olha Quem Chegou", foi lançado em novembro de 2014, seguido de "Pra Você" em agosto de 2016, "Bonde da Pantera" em outubro de 2017, e "Valente" em fevereiro de 2018.
O primeiro álbum de estúdio de MC Tha, Rito de Passá, foi lançado em 21 de junho de 2019, popularizando a mescla de música pop e funk brasileiro em conjunto com  influências religiosas de matriz afro-brasileira, estilo musical pelo qual se tornou conhecida. Em 2022 lançou o extended play Meu Santo É Forte, produção inspirada em canções lançadas por Alcione entre as década de 1970 e os anos 2000.

## Biografia e carreira
MC Tha nasceu em Cidade Tiradentes, periferia de São Paulo, onde se aventurou em bailes funk como única MC mulher. Apesar de não ter estudado música, Thais começou a compôr apenas observando outras músicas, logo resultando em uma gravação amadora sendo disseminada na Cidade Tiradentes através de seu falecido irmão Douglas. Aos 15 anos, Thais compôs uma faixa e foi incentivada por um amigo a gravá-la. Por meio disso, ela começou a se apresentar em eventos da periferia. Tha ingressou em uma graduação em jornalismo aos 18 anos e eventualmente deixou a música de lado para focar em seus estudos e em projetos sociais e culturais. Thais foi incentivada a voltar a cantar por Jaloo, com quem dividia moradia à época e se tornou um amigo próximo.
Em novembro de 2014, Tha lançou independentemente seu primeiro single oficial, "Olha Quem Chegou", produzido por Jaloo. Quase dois anos depois, em agosto de 2016, ela lançou "Pra Você" por meio da gravadora Funk na Caixa. Produzida por Omulu e King Doudou, a canção "Bonde da Pantera" foi lançada como o terceiro single de Tha em 20 de outubro de 2017. Em 2018, a cantora lançou a canção "Valente", dividiu autoria com Jaloo na faixa "Céu Azul", e lançou um extended play com versões acústicas de seus quatro singles. Versões, como foi intitulado o EP, foi produzido por Pedrowl.
Em janeiro de 2019, uma colaboração entre Mateus Carrilho e MC Tha, "Sonzeira", foi lançada. No mês seguinte, a cantora lançou outro single, "Rito de Passá". A faixa serviu como primeiro single do álbum de estúdio de estreia de Tha, Rito de Passá, lançado em 21 de junho de 2019. O disco foi considerado um dos 50 melhores disco nacionais pelo site Tenho Mais Discos do Que Amigos. Apesar de não ter sido lançada como single, a canção "Coração Vagabundo" recebeu um vídeo musical dirigido por Rodrigo de Carvalho, o qual estreou em 13 de fevereiro de 2020.

## Discografia

### Álbuns de estúdio[18]
| Título        | Detalhes da obra                                                                                    |
| ------------- | --------------------------------------------------------------------------------------------------- |
| Rito de Passá | - Lançamento: 21 de junho de 2019 - Formato(s): Download digital, streaming - Gravadora(s): Elemess |

### Extended plays
| Título  | Detalhes da obra                                                                                           |
| ------- | --- |
| Versões | - Lançamento: 6 de dezembro de 2018 - Formato(s): Download digital, streaming - Gravadora(s): Independente |

| Título            | Detalhes da obra                                                                                    |
| ----------------- | --------------------------------------------------------------------------------------------------- |
| Meu Santo É Forte | - Lançamento: 28 de junho de 2022 - Formato(s): Download digital, streaming - Gravadora(s): Elemess |

### Singles

#### Como artista principal
| Título                                 | Ano  | Álbum             |
| -------------------------------------- | ---- | ----------------- |
| "Olha Quem Chegou"                     | 2014 | Singles sem álbum |
| "Pra Você"                             | 2016 | Singles sem álbum |
| "Bonde da Pantera"                     | 2017 | Singles sem álbum |
| "Valente"                              | 2018 | Singles sem álbum |
| "Rito de Passá"                        | 2019 | Rito de Passá     |
| "Onda" (part. Jaloo e Felipe Cordeiro) | 2020 | Rito de Passá     |
| "Oceano"                               | 2020 | Rito de Passá     |
| "Despedida"                            | 2020 | Rito de Passá     |

#### Como artista convidada
| Título                                    | Ano  | Álbum       |
| ----------------------------------------- | ---- | ----------- |
| "Céu Azul" (Jaloo com MC Tha)             | 2018 | ft. (pt. 1) |
| "Sonzeira" (Mateus Carrilho part. MC Tha) | 2019 | Não Nega    |

### Vídeos musicais
| Título                                 | Ano  | Dirigido por        |
| -------------------------------------- | ---- | ------------------- |
| "Olha Quem Chegou"                     | 2014 | A ser anunciado     |
| "Pra Você"                             | 2016 | Jaloo               |
| "Bonde da Pantera"                     | 2017 | Vitor Nunes         |
| "Valente"                              | 2018 | Jaloo               |
| "Valente (Acústico)"                   | 2018 | OBaile              |
| "Olha Quem Chegou (Acústico)"          | 2018 | OBaile              |
| "Bonde da Pantera (Acústico)"          | 2018 | OBaile              |
| "Pra Você (Acústico)"                  | 2018 | OBaile              |
| "Rito de Passá"                        | 2019 | Rodrigo de Carvalho |
| "Coração Vagabundo"                    | 2020 | Rodrigo de Carvalho |
| "Onda" (part. Jaloo e Felipe Cordeiro) | 2020 | Rodrigo de Carvalho |
| "Último Recado"                        | 2020 | Rodrigo de Carvalho |
| "Oceano"                               | 2020 | Rodrigo de Carvalho |
| "Despedida"                            | 2020 | Rodrigo de Carvalho |
| "Renascente"                           | 2021 | Rodrigo de Carvalho |

## Filmografia

### Televisão
| Ano  | Título      | Papel     | Notas  |
| ---- | ----------- | --------- | ------ |
| 2019 | Altas Horas | Ela mesma | [ 21 ] |

### Cinema
| Ano  | Título        | Papel     | Notas |
| ---- | ------------- | --------- | ----- |
| 2023 | TPM! Meu Amor | Ela mesma |       |

## Prêmios e indicações
| Cerimônia                             | Ano  | Categoria                                       | Resultado | Ref.          |
| ------------------------------------- | ---- | ----------------------------------------------- | --------- | ------------- |
| Prêmio Multishow de Música Brasileira | 2019 | Revelação do Ano                                | Indicada  | [ 22 ] [ 23 ] |
| Women's Music Event Awards            | 2019 | Melhor Música Alternativa (por "Rito de Passá") | Indicada  | [ 24 ] [ 25 ] |
| Women's Music Event Awards            | 2019 | Revelação                                       | Indicada  | [ 24 ] [ 25 ] |